# Lista de prefeitos de Bezerros
Esta é a lista de prefeitos do município de Bezerros, do estado brasileiro de Pernambuco. Esta lista compreende todas as pessoas que tomaram posse definitiva da chefia do executivo municipal em Bezerros e exerceram o cargo como prefeitos titulares, além de prefeitos eleitos, cuja posse foi em algum momento prevista pela legislação vigente.
O atual Palácio da Prefeitura de Bezerros chama-se Palácio João Rodrigues dos Santos, em homenagem a um falecido servidor público que serviu como Tesoureiro Municipal por mais de 40 anos.
No momento presente, Lucielle Laurentino tem sido Prefeita de Bezerros desde 01 de janeiro de 2021, sendo posteriormente reeleita em sufrágio universal em 2024.
O cargo de prefeito foi criado em 11 de abril de 1835, pela assembleia provincial paulista, em reação aos amplos poderes conferidos pelo Código de Processo Criminal de 1832 às câmaras municipais. Seguiram o exemplo paulista seis províncias do nordeste brasileiro (Alagoas, Ceará, Maranhão, Paraíba, Pernambuco e Sergipe).
Sob a vigente ordem constitucional, essa designação é dada ao funcionário público do Poder Executivo municipal, que exerce seu cargo em função de uma legislatura (mandato), sendo para tanto eleito a cada quatro anos, podendo ser reeleito por mais 4 anos (segundo mandato).
Funções
O poder executivo municipal chefia a administração e comanda os serviços públicos, tendo como comandante o prefeito.
A partir da constituição brasileira de 1934, o cargo de prefeito passou a ser o único, em todo o Brasil, ao qual estão atribuídas as funções de chefe do poder executivo do governo local, em simetria aos chefes dos executivos da União e do estado, portanto, em forma monocrática. Este texto quer dizer que deverá haver harmonia e integração de ação entre as esferas envolvidas sem a intervenção de uma na outra, exceto nos casos previstos na Constituição Federal.
Eleições
O prefeito é eleito por sufrágio universal, secreto, direto, em pleito simultâneo em todo o País, realizado a cada quatro anos, no primeiro domingo de outubro.
E trinta dias após tem lugar o segundo turno, se o eleito em primeiro lugar não atingir 50% dos votos válidos mais um voto, no caso de municípios com mais de duzentos mil eleitores.
Conforme a legislação eleitoral atual no Brasil para tornar-se elegível, exige-se uma série de requisitos;
- Possuir nacionalidade brasileira ou portuguesa (neste caso, o cidadão português deve se encontrar amparado pelo Estatuto de Igualdade entre Portugueses e Brasileiros),
- Título de eleitor em dia e estar em gozo pleno do exercício dos direitos políticos,
- Domicilio eleitoral na circunscrição na qual o candidato se apresenta,
- Filiação partidária,
- Ser alfabetizado (tópico invalidado pela atual constituição brasileira de 1988),
- Desincompatibilização de cargo público — Se ocupa um cargo público deve sair seis meses antes das eleições e voltar caso possa só após seis meses ao pleito eleitoral,
- Renúncia de outro mandado até seis meses antes do pleito e não ser parente afim ou consangüíneo, até segundo grau, ou cônjuge de titular de cargo eletivo; pode, entretanto, ser candidato à reeleição (artigo 14 da Constituição),
- Ter idade mínima de 21 anos.

## Lista de prefeitos
| Nº | Nome                                                            | Imagem                | Partido          | Vice-prefeito                          | Início do mandato       | Fim do mandato                                                                          | Observações                                   |
| 1  | Guilhermino Tavares de Medeiros                                 |                       | PFD              | Manoel Pereira Guimarães               | 1892                    | 1892                                                                                    | Intendente                                    |
| 2  | José Joaquim Bezerra e Silva                                    |                       | PL               | Jorge Manoel Nascimento Botelho        | 1892                    | 1895                                                                                    | Intendente                                    |
| 3  | Manoel Bezerra de Vasconcellos                                  |                       | PL               | Jacinto Luís da Conceição Rodrigues    | 1895                    | 1898                                                                                    | Intendente                                    |
| 4  | Joaquim José Bezerra de Vasconcelos                             |                       | PFD              | Américo Fialho Anastácio               | 1898                    | 1901                                                                                    | Intendente                                    |
| 5  | Manoel Bezerra de Vasconcellos                                  |                       | PFD              | Manoel Bezerra dos Santos              | 1901                    | 1904                                                                                    | Intendente                                    |
| 6  | Manoel Bezerra dos Santos                                       |                       | PFD              | Joaquim José Bezerra de Vasconcelos    | 1904                    | 1906                                                                                    | Intendente                                    |
| 7  | Joaquim José Bezerra de Vasconcelos                             |                       | PFD              | Manoel Bezerra dos Santos              | 1906                    | 1907                                                                                    | Intendente                                    |
| 8  | Manoel Bezerra dos Santos                                       |                       | PFD              | Joaquim José Bezerra de Vasconcelos    | 1907                    | 1910                                                                                    | Intendente                                    |
| 9  | Salviano Machado Filho                                          |                       | PRC              | João da Rocha Prado                    | 1910                    | 1912                                                                                    | Intendente                                    |
| 10 | Pedro Pereira de Lima                                           |                       | PRC              | Norberto Antônio Santos                | 1912                    | 1912                                                                                    | Intendente                                    |
| 11 | José Francisco de Figueiredo Lima                               |                       | PRC              | Luís Filipe Lobo de Miranda            | 1912                    | 1913                                                                                    | Intendente                                    |
| 12 | Joaquim José Bezerra e Silva                                    |                       | PRC              | Jorge Filipe Ribeiro                   | 1913                    | 1915                                                                                    | Intendente                                    |
| 13 | João Pessoa Souto Maior                                         |                       | PRC              | Isidoro Manuel Pires                   | 1915                    | 1915                                                                                    | Intendente                                    |
| 14 | José Antônio de Azevedo Mello                                   |                       | PRC              | Jorge Filipe Ribeiro                   | 1915                    | 1916                                                                                    | Intendente                                    |
| 15 | José Pessôa de Souto Maior                                      |                       | PRC              | João José de Matos Parreira            | 1916                    | 1919                                                                                    | Intendente                                    |
| 16 | José Pessoa Souto Maior Sobrinho                                |                       | PRC              | Manoel Luís Baptista Marçal            | 1919                    | 1922                                                                                    | Intendente                                    |
| 17 | José Pessôa de Souto Maior                                      |                       | PRC              | Salviano Machado Filho                 | 1922                    | 1925                                                                                    | Intendente                                    |
| 18 | Salviano Machado Filho                                          |                       | PRC              | Joaquim Melo Trindade                  | 1925                    | 1928                                                                                    | Intendente                                    |
| 19 | Antônio Soares de Oliveira                                      |                       | PRC              | Fernando Peres                         | 1928                    | 1930                                                                                    | Intendente                                    |
| 20 | José Pessoa Souto Maior                                         |                       | AL               | Jaime Pires Casado                     | 1930                    | 1934                                                                                    | Prefeito nomeado                              |
| 21 | Otávio Pessoa Souto Maior                                       |                       | AL               | João José de Matos Parreira            | 1934                    | 1935                                                                                    | Prefeito nomeado                              |
| 22 | José Salvador Sobrinho                                          |                       | AL               | Zacarias José Guerreiro                | 1935                    | 1936                                                                                    | Prefeito nomeado                              |
| 23 | Otávio Pessoa Souto Maior                                       |                       | AL               | Antônio Fernandes Pinto                | 1936                    | 1937                                                                                    | Prefeito nomeado                              |
| 24 | Samuel Cunha                                                    |                       | AL               | Vasco Pereira de Campos                | 1937                    | 1937                                                                                    | Prefeito nomeado                              |
| 25 | José Henrique Carneiro Novaes                                   |                       | UDB              | Joaquim Peres                          | 1937                    | 1939                                                                                    | Prefeito nomeado                              |
| 26 | Braz Carneiro Leão                                              |                       | PDR              | Braz Carneiro Leão                     | 1939                    | 1940                                                                                    | Prefeito nomeado                              |
| 27 | José Henrique Carneiro Novaes                                   |                       | PDR              | João Possidónio Guerreiro              | 1940                    | 1940                                                                                    | Prefeito nomeado                              |
| 28 | Paulo Pessoa Guerra                                             |                       | PDR              | Sebastião José Teixeira                | 1940                    | 1941                                                                                    | Prefeito nomeado                              |
| 29 | Nilson Lapenda                                                  |                       | PDR              | Francelino Neves de Aragão             | 1941                    | 1942                                                                                    | Prefeito nomeado                              |
| 30 | Romeu Cavalcante de Góis                                        |                       | PDR              | —                                      | 1942                    | 1945                                                                                    | Prefeito nomeado                              |
| 31 | Natanael Tavares Gouveia Marinho                                |                       | PSD              | —                                      | 1945                    | 1945                                                                                    | Prefeito nomeado                              |
| 32 | José Cavalcante de Miranda                                      |                       | ASD              | —                                      | 1945                    | 1946                                                                                    | Prefeito nomeado                              |
| 33 | Romeu Cavalcante de Góis                                        |                       | PDC              | —                                      | 1946                    | 1946                                                                                    | Prefeito nomeado                              |
| 34 | Fausto José Álvares                                             |                       | PDC              | —                                      | 2 de abril de 1946      | 31 de agosto de 1946                                                                    | Prefeito nomeado                              |
| 35 | João Noberto Regalado                                           |                       | PSD              | —                                      | 1° de setembro de 1946  | 27 de janeiro de 1947                                                                   | Prefeito nomeado                              |
| 36 | Antônio Cavalcante Lins                                         |                       | PRP              | —                                      | 28 de janeiro de 1947   | 21 de março de 1947                                                                     | Prefeito nomeado                              |
| 37 | Antônio Farias                                                  |                       | PRP              | —                                      | 22 de março de 1947     | 7 de outubro de 1947                                                                    | Prefeito nomeado                              |
| 38 | Antônio Cordeiro Mergulhão                                      |                       | PRP              | —                                      | 8 de outubro de 1947    | 30 de janeiro de 1947                                                                   | Prefeito nomeado                              |
| 39 | Romeu Cavalcante de Góis                                        |                       | UDN              | —                                      | 31 de janeiro de 1948   | 30 de janeiro de 1951                                                                   | Prefeito eleito em sufrágio universal         |
| 40 | Antônio Cordeiro Mergulhão                                      |                       | PTB              | —                                      | 31 de janeiro de 1951   | 30 de janeiro de 1955                                                                   | Prefeito eleito em sufrágio universal         |
| 41 | Alcides d'Andrade Lima                                          |                       | UDN              |                                        | 31 de janeiro de 1955   | 30 de janeiro de 1959                                                                   | Prefeito eleito em sufrágio universal         |
| 42 | Ubirajara Raposo Monteiro                                       |                       | UDN              |                                        | 31 de janeiro de 1959   | 30 de janeiro de 1963                                                                   | Prefeito eleito em sufrágio universal         |
| 43 | Alcides d'Andrade Lima                                          |                       | PST              |                                        | 31 de janeiro de 1963   | 30 de janeiro de 1969                                                                   | Prefeito eleito em sufrágio universal         |
| 44 | Romeu Cavalcante de Góis                                        |                       | ARENA            |                                        | 31 de janeiro de 1969   | 30 de janeiro de 1973                                                                   | Prefeito eleito em sufrágio universal         |
| 45 | Severino Otávio Raposo Monteiro, Branquinho                     |                       | ARENA            |                                        | 31 de janeiro de 1973   | 10 de março de 1976                                                                     | Prefeito eleito em sufrágio universal         |
| 46 | José Jordão dos Santos                                          |                       | ARENA            | —                                      | 11 de março de 1976     | 31 de março de 1977                                                                     | Vice-prefeito eleito no cargo de prefeito     |
| 47 | Francisco Moraes de Araújo Lemos                                |                       | ARENA            |                                        | 1º de fevereiro de 1977 | 31 de janeiro de 1983                                                                   | Prefeito eleito em sufrágio universal         |
| 48 | Amaro Rufino da Silva Filho                                     |                       | PDS              |                                        | 1º de fevereiro de 1983 | 31 de dezembro de 1988                                                                  | Prefeito eleito em sufrágio universal         |
| 49 | Lucas Carneiro Soares Cardoso (Bezerros, 14.04.1951–11.12.2001) |                       | PFL              |                                        | 1º de janeiro de 1989   | 31 de dezembro de 1992                                                                  | Prefeito eleito em sufrágio universal         |
| 50 | Amaro Rufino da Silva Filho                                     |                       | PFL              |                                        | 1º de janeiro de 1993   | 31 de dezembro de 1996                                                                  | Prefeito eleito em sufrágio universal         |
| 51 | Lucas Carneiro Soares Cardoso (Bezerros, 14.04.1951–11.12.2001) |                       | PFL              | Samuel Domingos de Azevedo Melo (PSDB) | 1º de janeiro de 1997   | 31 de dezembro de 2000                                                                  | Prefeito eleito em sufrágio universal         |
| 51 | Lucas Carneiro Soares Cardoso (Bezerros, 14.04.1951–11.12.2001) | 1º de janeiro de 2001 | PFL              | Samuel Domingos de Azevedo Melo (PSDB) | 11 de dezembro de 2001  | Prefeito e vice reeleitos em sufrágio universal cujo titular falecido durante o mandato |                                               |
| 52 | Samuel Domingos de Azevedo Melo                                 |                       | PSDB             | —                                      | 12 de dezembro de 2001  | 31 de dezembro de 2004                                                                  | Vice-prefeito eleito no cargo de prefeito     |
| 53 | Marcone de Lima Borba                                           |                       | PT               | Elizabete Maria Silva de Lima (PDT)    | 1º de janeiro de 2005   | 31 de dezembro de 2008                                                                  | Prefeito e vice eleitos em sufrágio universal |
| 54 | Elizabete Maria Silva de Lima, Bete de Dael                     |                       | PR               | Carlos Francisco da Silva (PCdoB)      | 1º de janeiro de 2009   | 31 de dezembro de 2012                                                                  | Prefeita e vice eleitos em sufrágio universal |
| 56 | Severino Otávio Raposo Monteiro, Branquinho                     |                       | PSB              | Breno de Lemos Borba (PT)/(PSB)        | 1º de janeiro de 2013   | 31 de dezembro de 2016                                                                  | Prefeita e vice eleitos em sufrágio universal |
| 56 | Severino Otávio Raposo Monteiro, Branquinho                     | 1º de janeiro de 2017 | PSB              | Breno de Lemos Borba (PT)/(PSB)        | 2 de maio de 2019       | Prefeito e vice eleitos em sufrágio universal cujo titular renunciou o mandato          |                                               |
| 57 | Breno de Lemos Borba                                            |                       | PSB              | —                                      | 2 de maio de 2019       | 31 de dezembro de 2020                                                                  | Vice-prefeito eleito no cargo de prefeito     |
| 58 | Maria Lucielle Silva Laurentino                                 |                       | DEM/UNIÃO BRASIL | Socorro Silva                          | 1° de janeiro de 2021   | 31 de dezembro de 2024                                                                  | Prefeita e vice eleitas em sufrágio universal |
| 58 | Maria Lucielle Silva Laurentino                                 | 1° de janeiro de 2025 | DEM/UNIÃO BRASIL | Socorro Silva                          | Atual                   | Prefeita e vice reeleitas em sufrágio universal                                         |                                               |